# Síliqua (moneda)

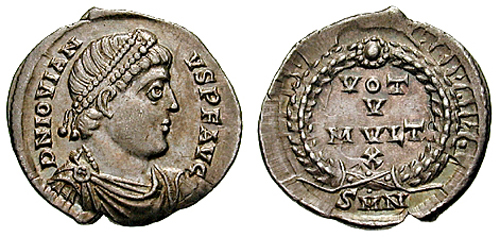
Síliqua de Jovià (363-364)

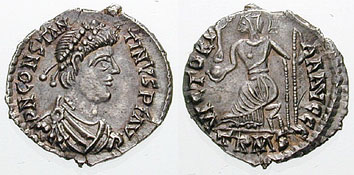
Constantí III Heracli representat en una síliqua

La síliqua va ser una petita moneda romana d'argent encunyada al segle iv de la nostra era per estabilitzar el sistema monetari.
El terme «síliqua» prové de siliqua graeca, la llavor del garrofer. Una síliqua era una unitat de mesura romana equivalent a 0,19 grams.
Apareguda sota el mandat de l'emperador Constantí I el Gran, estava composta de argent i pesava 2,24 grams, gairebé la meitat que un sòlid bizantí d'or, encara que el seu valor era 24 vegades menor que el sòlid. Després de la definitiva divisió de l'imperi l'any 395, Valentinià III va ser el darrer emperador en emetre síliqües, tanmateix la síliqua va perdurar a l'Imperi Romà d'Orient, on 24 síliqües equivalien a un besant.